# Buprestis maculativentris
Buprestis maculativentris är en skalbaggsart som beskrevs av Thomas Say 1824. Buprestis maculativentris ingår i släktet Buprestis och familjen praktbaggar. Inga underarter finns listade i Catalogue of Life.